# Atlantisch orkaanseizoen 2006
Het Atlantisch orkaanseizoen 2006 begon op 1 juni 2006 en eindigde op 30 november 2006. Tropische stormen, die zich in 2006 vormen buiten dit tijdsbestek, zullen toch benoemd worden als behorende tot het seizoen 2006. Eén tropische cycloon, tropische storm Zeta vormde zich op 30 december 2005 en loste op op 6 januari 2006. Zeta is samen met orkaan Alice II uit 1954, een van de twee orkanen die bestond in twee kalenderjaren.
Hoewel Alice II sterker was, zij werd een orkaan voor de jaarwisseling 1954/1955, bleef Zeta wel langer bestaan dan Alice II. Doordat deze storm in 2005 ontstond, behoort de storm tot het seizoen 2005. Daarom wordt voor meer informatie over Zeta verwezen naar het seizoen 2005. Na het waanzinnige seizoen 2005 vreesde men het ergste. Echter een sterk ontwikkelende El Niño en een hardnekkige Calima; een oostenwind, die droge lucht uit de Sahara over de Atlantische Oceaan blaas, onderdrukten de tropische activiteit en na 2 oktober was het seizoen afgelopen.

## Tropische storm Zeta

Tropische storm Zeta op 2 januari boven de Atlantische Oceaan. Zeta was de laatste tropische cycloon van het seizoen 2005.

Tropische storm Zeta behoort tot het seizoen 2005. Omdat zij de jaarwisseling overleefde staat zij hier toch vermeld in een aparte paragraaf.
Op 29 december ontstond tropische depressie 30 boven de Atlantische Oceaan uit een trog van lage druk langs een stationair front. Aanvankelijk werd tropische depressie 30 genegeerd en de eerste waarschuwingen en voorspellingen werden pas door het National Hurricane Center in Miami uitgegeven op 30 december, toen tropische depressie 30 al was gepromoveerd tot tropische storm (het seizoen 2005 kwam ook de meteorologen de neus uit). Zeta trok aanvankelijk noordwestwaarts, maar draaide rond de jaarwisseling bij naar het westen en zuidwesten. Zeta handhaafde zich in een vijandige omgeving met veel schering en dreef de meteorologen tot wanhoop; zij voorspelden telkens dat Zeta zou verdwijnen, om vervolgens op hun voorspelling terug te moeten komen, net als vier weken daarvoor met orkaan Epsilon. Op 2 januari verzwakte Zeta iets, maar kwam de volgende dag veel sterker terug en had bijna orkaankracht bereikt.
Zeta beleefde op dat moment zijn hoogtepunt met windsnelheden tot 102 km/uur en een minimale druk van 994 mbar. Dr. Lixion Avila schreef in zijn voorspelling en discussie, dat hij sprakeloos was. Op 4 januari zette de neergang in voor Zeta, maar het National Hurricane Center onderschatte Zeta en degradeerde Zeta onterecht op 5 januari. Zes uur later moest dit worden recht gezet, maar 24 uur later, op 6 januari was het gebeurd, Zeta was definitief een tropische depressie, die een paar uur later oploste. Zeta is samen met orkaan Alice II uit 1954, een van de twee tropische cyclonen, die bestonden in twee kalenderjaren. Hoewel Alice II sterker was; zij werd een orkaan voor de jaarwisseling 1954/1955, bleef Zeta wel langer bestaan als Alice II. Voor meer informatie over Zeta wordt verwezen naar het seizoen 2005.

## Voorspelling
Op 5 december 2005 kwam een groep Amerikaanse wetenschappers met de voorspelling van een zeer actief seizoen met 17 tropische stormen (het gemiddelde is 9.6), waarvan er 9 zullen uitgroeien tot een Orkaan (gemiddelde is 5.9), waarvan er 5 de derde categorie of hoger zullen bereiken (gemiddelde is 2.3). Men voorspelde ook dat er een kans zal zijn van 81% dat een orkaan van de derde categorie of hoger de Amerikaanse kust zal treffen De kans op een actief seizoen wordt groter, omdat de NOAA (Amerikaanse Meteorologische Dienst) begin februari heeft bevestigd dat er zich een la Niña heeft gevormd. Dit fenomeen houdt meestal sterke stromingen in de atmosfeer uit het gebied boven de Atlantische Oceaan, waar tropische cyclonen zich ontwikkelen. Dit is gunstig voor de formatie van tropische cyclonen. Of de La Niña ook aanhoudt tot aan het begin van het orkaanseizoen is nog niet geheel duidelijk. In april bevestigde de Universiteit van Colorado, (CSU) haar voorspelling. Op 22 mei publiceerde de NOAA haar voorspelling, die ruwweg met die van de CSU overeenkwam.

## Cyclonen

### Tropische storm Alberto

Alberto op 11 juni met het centrum ten noorden van het schiereiland Yucatán. Duidelijk is te zien hoe de zuidwestelijke schering de convectie weggeblazen heeft en zich alleen concentreert ten oosten van het centrum. De volgende dag zou Alberto een nieuw, oostelijker gelegen centrum krijgen, waardoor Alberto zich beter kon organiseren en aanzienlijk aan kracht kon toenemen.

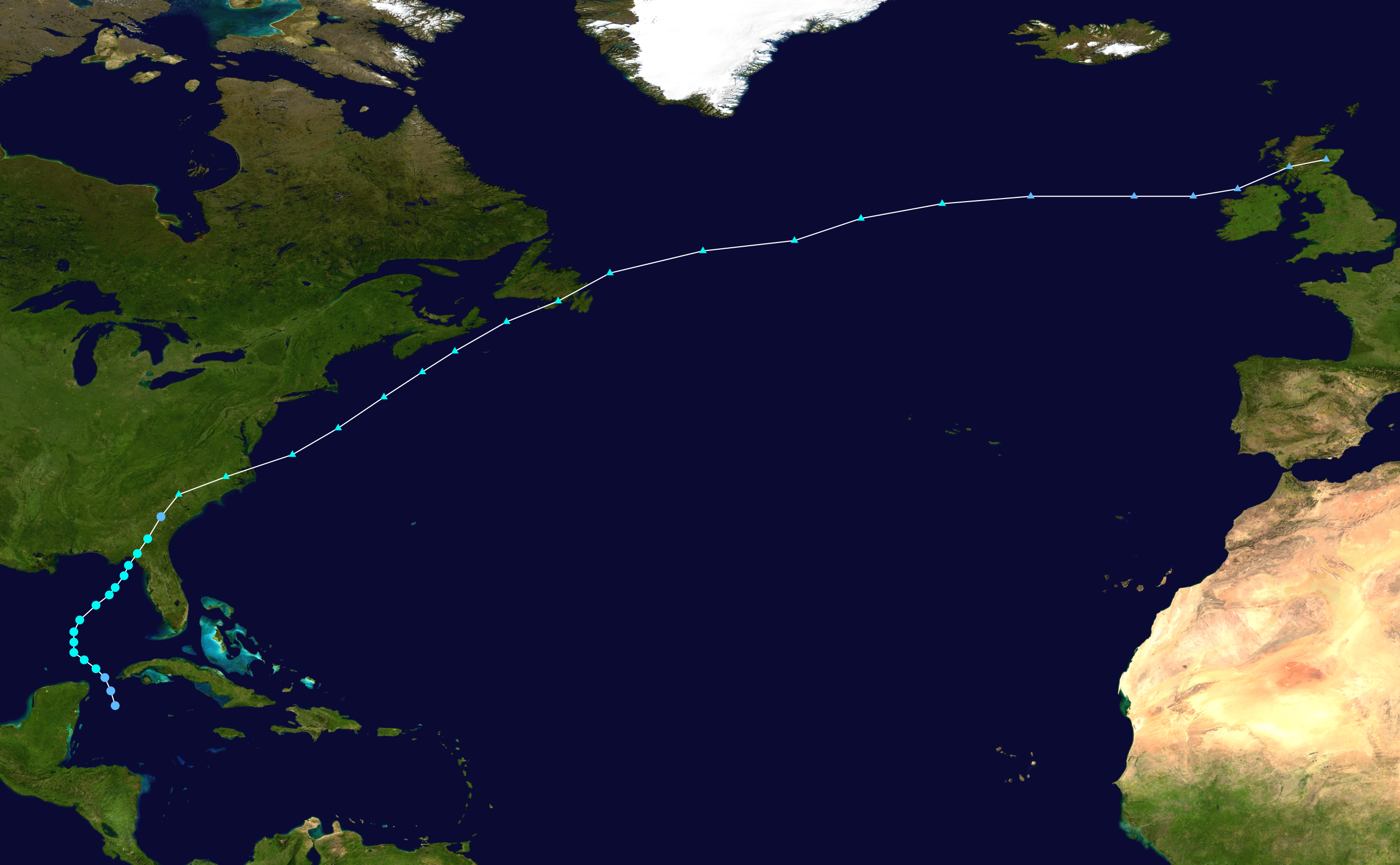
Het traject dat Alberto aflegde.

Op 2 juni dreef vanuit het oosten een tropische onweersstoring over het zuidwesten van de Caraïbische Zee, waaruit de volgende dag een lagedrukgebied boven Honduras ontstond, dat naar het noorden trok en zich niet verder ontwikkelde, omdat er schering over het lagedrukgebied heerste. Toen de condities licht verbeterden, schampte het lagedrukgebied Belize en het schiereiland Yucatán, dat de ontwikkeling van het lagedrukgebied vertraagde. Op 7 juni kwam het lagedrukgebied op een oostelijke koers, weg van het vasteland en kon zich toen wel ontwikkelen, mede doordat er op grote hoogte een hogedrukgebied opbouwde boven het noordwesten van de Caraïbische Zee. Op dat moment bracht het systeem al wel grote hoeveelheden regen boven het westen van Cuba en boven Jamaica tot plaatselijk meer dan 500 mm. Op 9 juni draaide het lagedrukgebied naar het noordnoordwesten, richting de Straat Yucatan. Het lagedrukgebied ontbeerde op dat moment nog een duidelijk centrum en goed georganiseerde diepe convectie.
Op 10 juni waren aan deze voorwaarden voldoende voldaan om te promoveren tot tropische depressie 1. De tropische depressie trok richting de Straat Yucatan en vertraagde, maar bleef ongeorganiseerd. Bovendien kreeg zij meer en meer te maken met een zuidwestelijke stroming op grote hoogte, die door het bovengenoemde hogedrukgebied boven het noordwesten van de Caraïbische Zee werd veroorzaakt. Hetzelfde hogedrukgebied dat tropische depressie 1 liet vormen bracht nu schering over tropische depressie 1, toen zij verder van het hogedrukgebied vandaan, naar het noordwesten liep. Bovendien zoog zij droge lucht aan, die boven het westen van de golf van Mexico lag. Ondanks deze omstandigheden promoveerde tropische depressie 1 tot tropische storm Alberto op 11 juni boven het zuidoosten van de Golf van Mexico op basis van scheepswaarnemingen en data van een verkenningsvliegtuig, omdat het uiterlijk op satellietbeelden geen uitsluitsel gaf; Alberto leek een zeer gedesorganiseerde cycloon.
Op zeeniveau had Alberto een goed georganiseerde circulatie, maar op grotere hoogte werd de convectie weggeblazen (dit is op het satellietbeeld goed te zien). Op 13 juni verlegde Alberto zijn koers naar het noordnoordoosten en nu werden de omstandigheden iets beter. Nu Alberto in de richting van de schering (van zuidwest naar noordoost) meeliep, kon er ook ten westen van het centrum zich convectie ontwikkelen. Er vormde zich een nieuw centrum 110 km ten noordoosten van het oude centrum. Ook werd Alberto's uitstoot bevorderd door een trog van lage druk op grote hoogte ten noordwesten van hem. Nu Alberto zich daardoor veel beter kon organiseren, kon hij profiteren van de warme golfstroom en sterk in kracht toenemen tot net onder de orkaandrempel. Alberto bereikte zijn hoogtepunt met windsnelheden van 110 km/uur op 12 juni en een minimale druk van 996 mbar. Alberto landde op 13 juni op de kust van Florida nabij Adams Beach met windsnelheden tot 80 km/uur.
Alberto trok over Florida en Georgia en degradeerde op 14 juni later tot tropische depressie boven South Carolina en verloor enkele uren later zijn tropische kenmerken. Alberto eiste twee mensenlevens; een piloot stortte met een klein vliegtuig neer nabij Tampa, Florida, door het slechte weer en in Raleigh, North Carolina verdronk een 13-jarige jongen bij een overstroming. Op Cuba werden 27.000 mensen geëvacueerd uit de provincie Pinar del Río, vanwege het overstromingsgevaar. In Florida riep Jeb Bush, gouverneur van Florida, de noodtoestand uit, waardoor 21.000 mensen verplicht geëvacueerd werden uit verschillende districten in het noordwesten van Florida.

### Tropische storm zonder naam

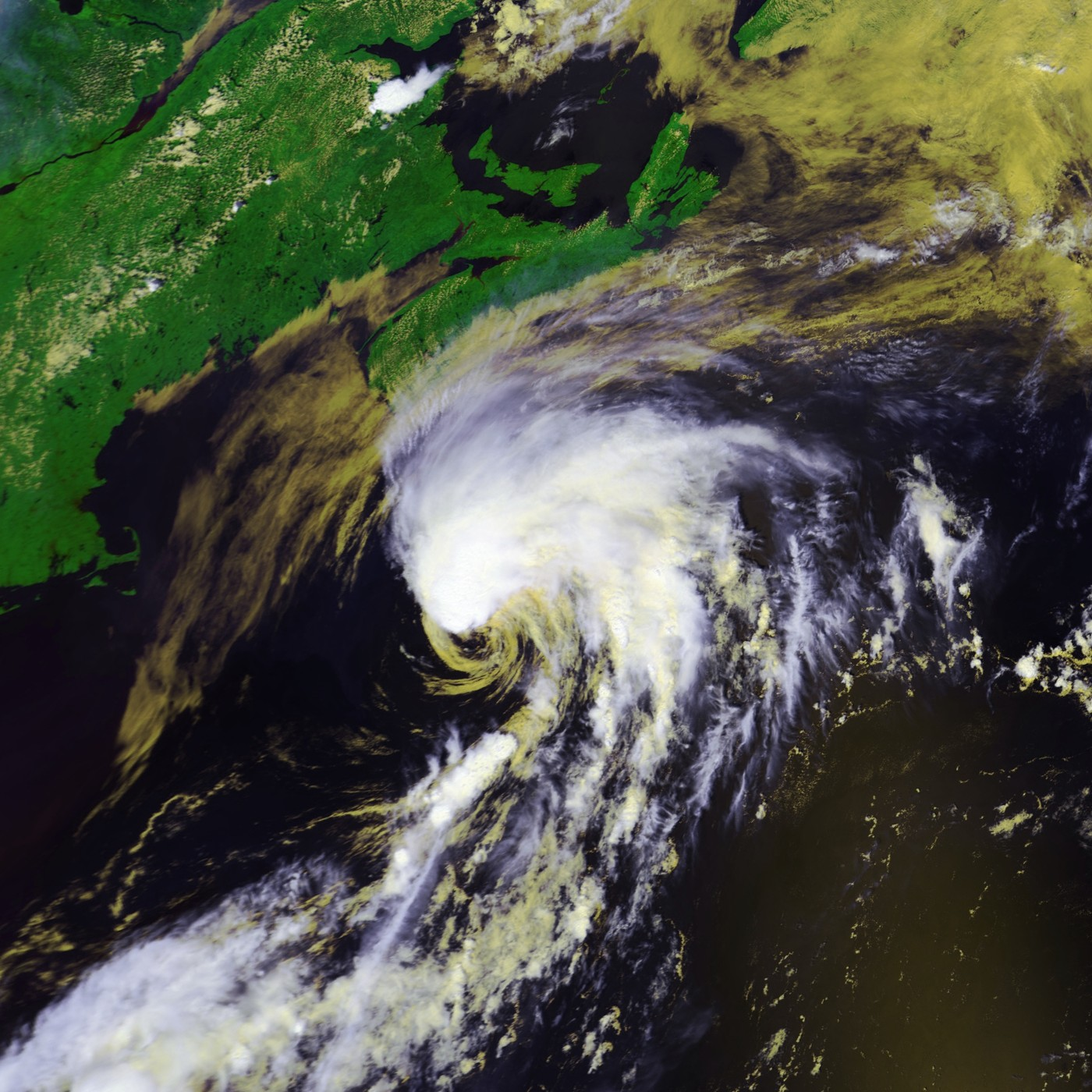
De tropische storm op zijn hoogtepunt op 17 juli.

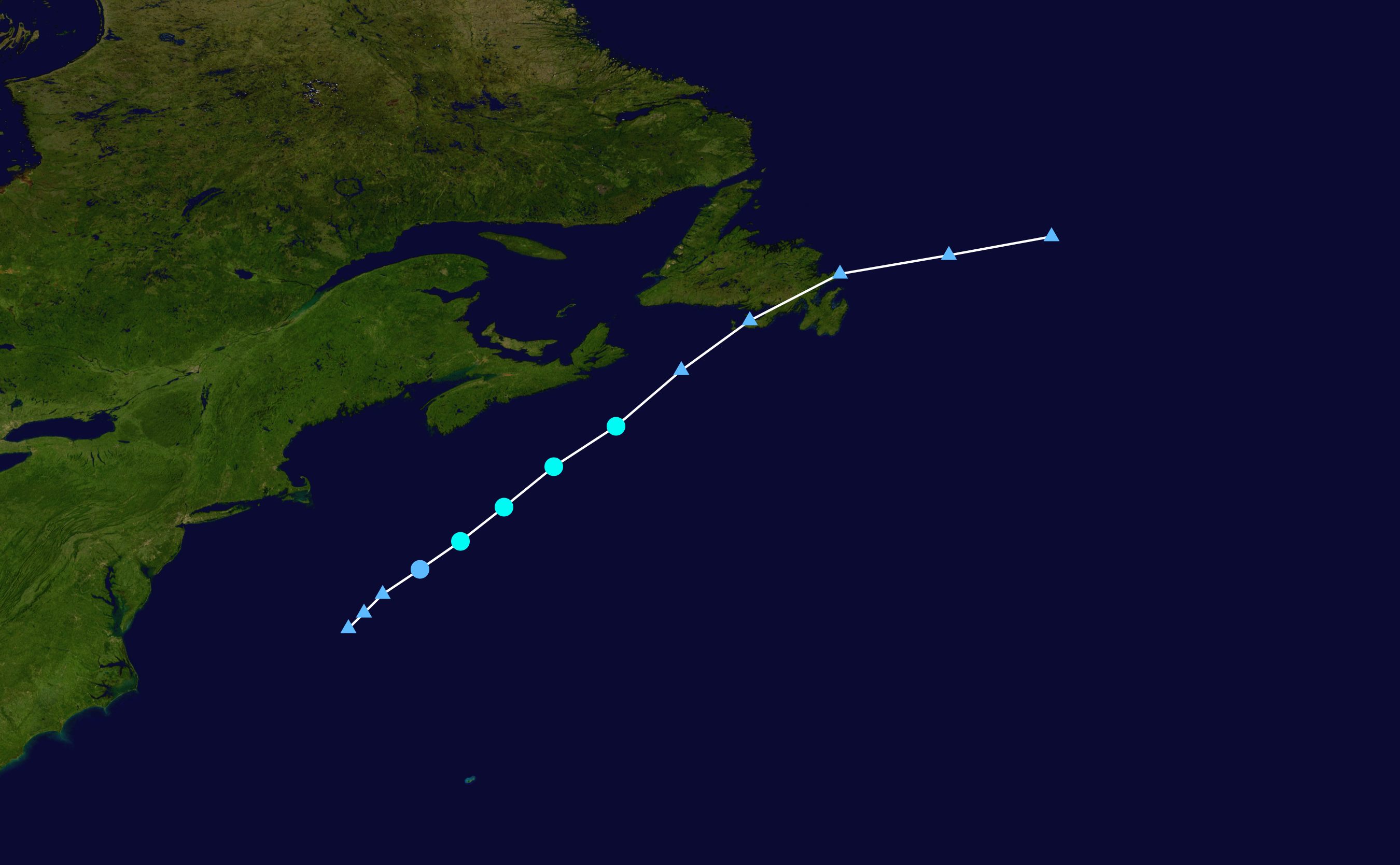
De weg die het systeem aflegde.

Half december, twee weken na afloop van het seizoen, publiceerde het National Hurricane Center een rapport over een achteraf geïdentificeerde tropische storm. Op 13 juli geraakte een koufront stationair voor de kust van de noordoostelijke Verenigde Staten en het zuidoosten van Canada. Aan het zuidelijke uiteinde van het koufront ontstond een lagedrukgebied toen een trog van lage druk op grote hoogte vanuit het westen naderde. Nadat het lagedrukgebied was gevormd, verzwakte de trog en het lagedrukgebied trok naar het noordoosten over de warme golfstroom met watertemperaturen van 27° à 28°C. Op 16 juli loste de resten van het koufront op, maar het systeem bezat onvoldoende organisatie om als tropische depressie te worden geclassificeerd.
Op 17 juli ontstond op 380 km ten zuidoosten van Nantucket, voor de kust van Massachusetts een tropische depressie. Een paar uur later promoveerde de tropische depressie tot tropische storm en versnelde naar het noordoosten. Boven de golfstroom bereikte de tropische storm zijn hoogtepunt met windsnelheden van 83 km/uur en een minimale druk van 998 mbar op 17 juli. Spoedig daarna kwam de tropische storm ten noorden van de golfstroom terecht, zodat hij was afgesneden van zijn energiebron. Op 18 juli verloor hij snel zijn convectie en degenereerde tot een resterend lagedrukgebied, dat later die dag op Newfoundland landde. Nadat het het schiereiland was overgetrokken, loste het lagedrukgebied op 19 juli op boven de Atlantische Oceaan.

### Tropische storm Beryl

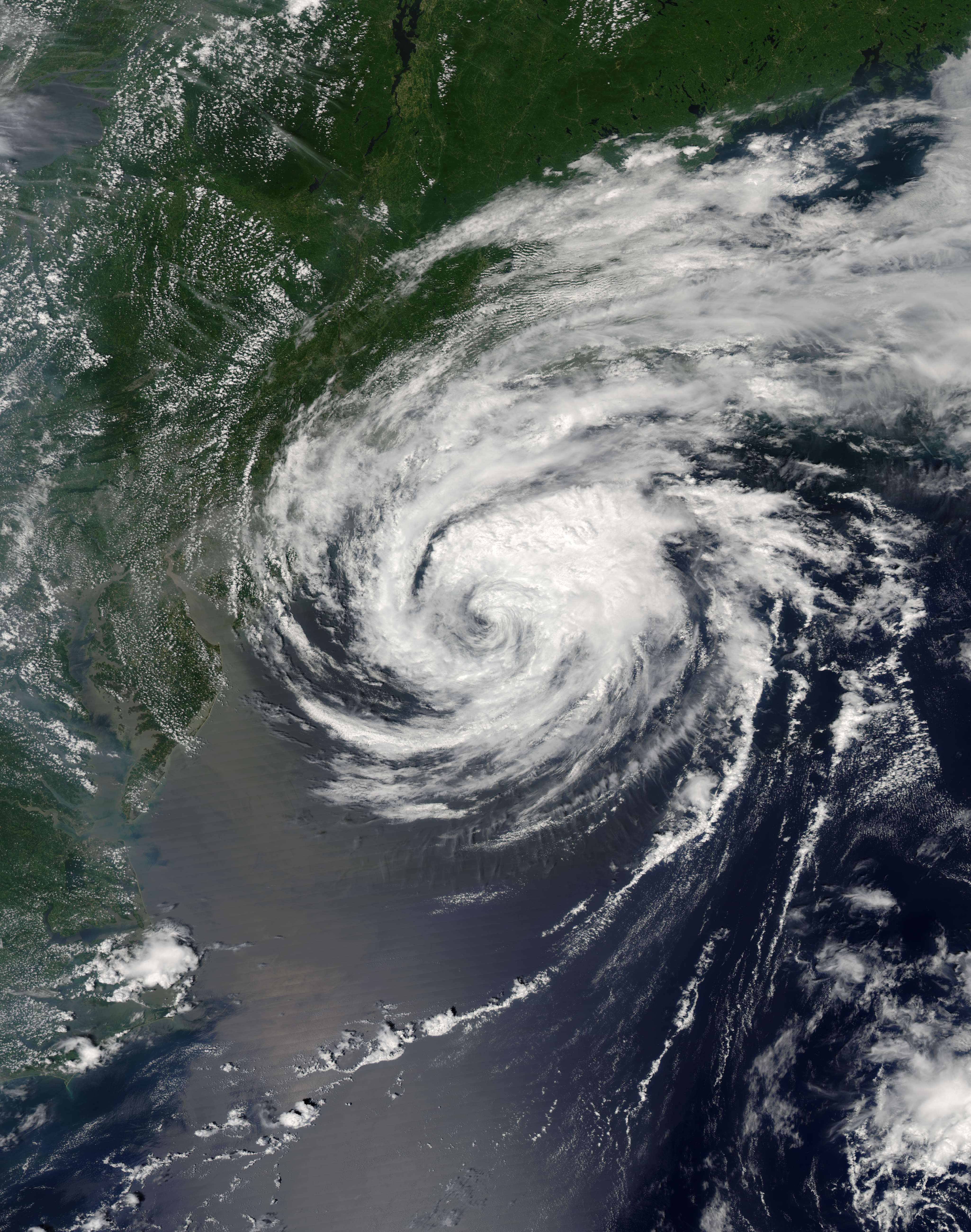
Beryl op haar hoogtepunt, op 20 juli.

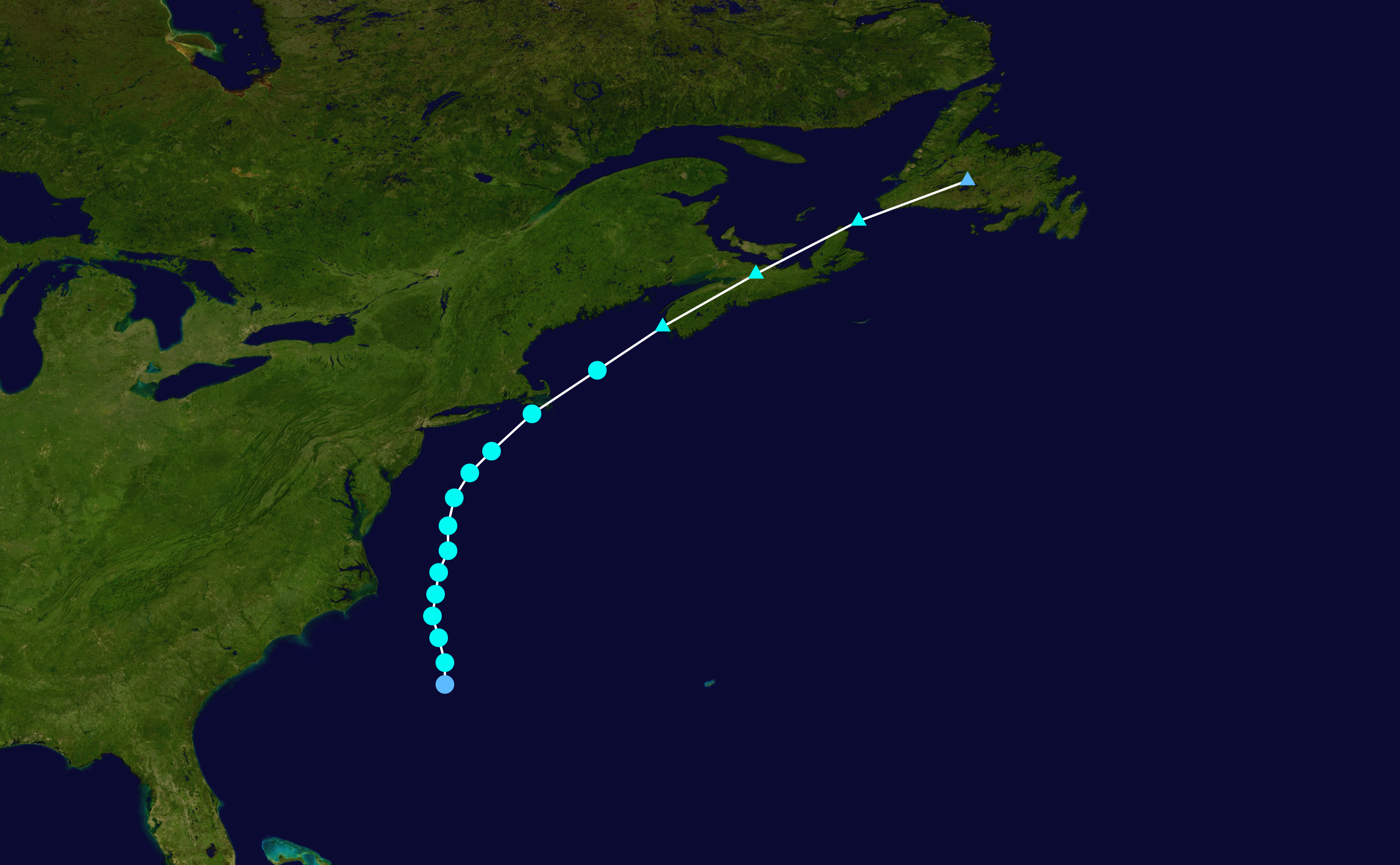
Het parcours van Beryl.

Half juli geraakte een front stationair oostelijk van de Amerikaanse oostkust. Aanvankelijk ontwikkelde in het noordoostelijke deel enige convectie met een nieuw lagedrukgebied, maar dit trok te snel naar het noordoosten om zich te ontwikkelen; het kwam snel boven koeler water terecht en kon zich bovendien niet losmaken van de frontresten. Een ander deel, veel zuidelijker boven de Atlantische Oceaan, halverwege Bermuda en South Carolina ontwikkelde zich nu langzaam. De schering nam af en op 18 juli ontstond tropische depressie 2. Tropische depressie 2 dreef langzaam naar het noorden, richting New England, North Carolina. De uitstoot van tropische depressie 2 was niet optimaal, maar deze werd aan de zuidflank bespoedigd door een lagedrukgebied op grote hoogte ten zuidoosten van de cycloon. Enkele uren later promoveerde tropische depressie 2 tot tropische storm Beryl.
Op 20 juli bereikte Beryl haar hoogtepunt met windsnelheden tot 93 km/uur bij een minimale druk van 1001 mbar. Daarna raakten delen van haar circulatie al over koeler water en zij begon te verzwakken. Op 21 juli versnelde zij haar koers noordoostwaarts en landde op het eiland Nantucket in Massachusetts met windsnelheden tot 83 km/uur en een minimale druk van 1001 mbar. Daarna begon Beryl haar tropische kenmerken te verliezen. Dezelfde dag trokken de overblijfselen van Beryl nog over Nova Scotia.

### Tropische storm Chris

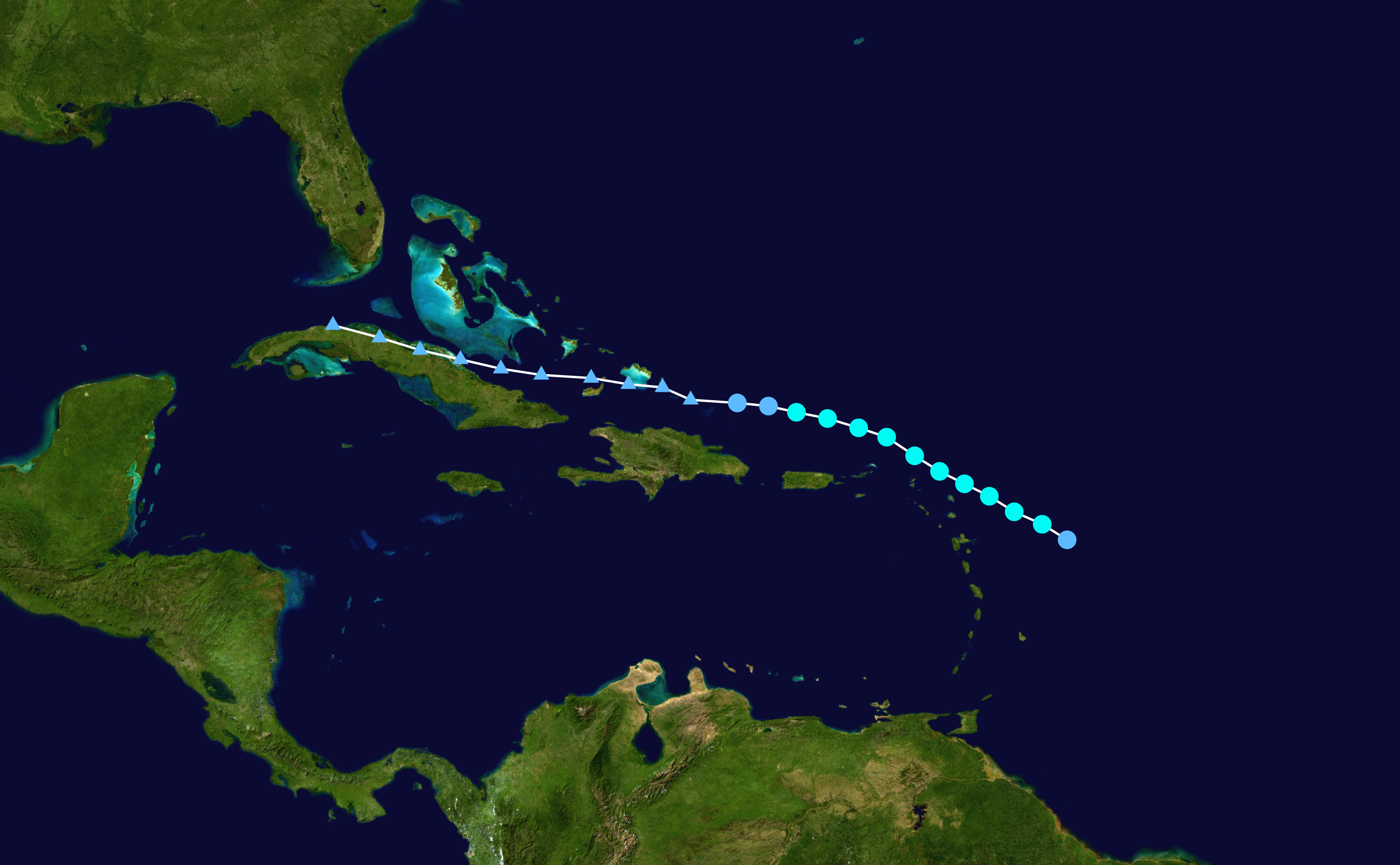
De koers die Chris aflegde.

Eind juli trok een sterke tropische golf westwaarts over de Atlantische Oceaan. De tropische golf kwam langzaam tot ontwikkeling, ondanks de ongunstige tot vijandige omstandigheden. Droge lucht uit de Sahara aan de noordflank van de tropische golf onderdrukte ontwikkeling en zo ook de aanwezige matige westelijke schering. Op 31 juli echter ontstond er circulatie in de tropische onweersstoring en enige uren later had de tropische onweersstoring voldoende convectie ontwikkeld, om te promoveren tot tropische depressie 3 op 260 km ten oostzuidoosten van Antigua. Tropische depressie 3 trok westnoordwestwaarts en promoveerde enkele uren later op 1 augustus tot tropische storm Chris.
Door de zwakke noordnoordwestelijke schering was het centrum van de zwakke Chris moeilijk te bepalen en daarom werd er een verkenningsvliegtuig gestuurd, die een aanzienlijk sterkere Chris aantrof, dan de satellietbeelden deden vermoeden. Toen Chris koers zette richting noordelijk Bovenwindse Eilanden en de Maagdeneilanden, vaardigde ook de regering van de Nederlandse Antillen een tropischestormwaarschuwing uit voor Saba, Sint Eustatius en Sint Maarten. Op 2 augustus passeerde Chris Ten noordoosten van Sint-Maarten en bereikte windsnelheden tot 102 km/uur en een minimale druk van 1001 mbar, zijn voorlopig hoogtepunt. Daarna boette Chris iets aan kracht in. Chris lag tussen twee troggen van lage druk op grote hoogte één ten noordwesten van hem, ten oosten van de Bahama's en één ten noordoosten van hem. Wanneer Chris tussen beiden zou blijven, zou zijn uitstoot van beide systemen kunnen profiteren en bovendien werd voorspeld dat de schering zou afnemen.
De kans leek redelijk dat wanneer Chris door de Straat Florida heen was getrokken en de warme golfstroom in de Golf van Mexico had bereikt, hij zou aanwakkeren tot orkaan en de booreilanden in de Golf van Mexico zou bedreigen. In combinatie met de hittegolf in de Verenigde Staten, die een hoog energieverbruik teweegbracht, deed deze voorspelling de gasprijs op de beurs van New York reeds stijgen. Het liep allemaal echter anders; de schering werd toch sterker en ontdeed Chris van zijn convectie, waardoor hij op 4 augustus degradeerde tot tropische depressie, die de volgende dag op 240 km ten oosten van de Cubaanse stad Camagüey was gedegenereerd tot breed lagedrukgebied, zonder convectie. Chris zou nog kunnen regenereren boven de Golf van Mexico, echter dit wordt niet waarschijnlijk geacht.

### Tropische storm Debby

Debby op 24 augustus boven de Atlantische Oceaan, een dag nadat zij haar hoogtepunt had bereikt.

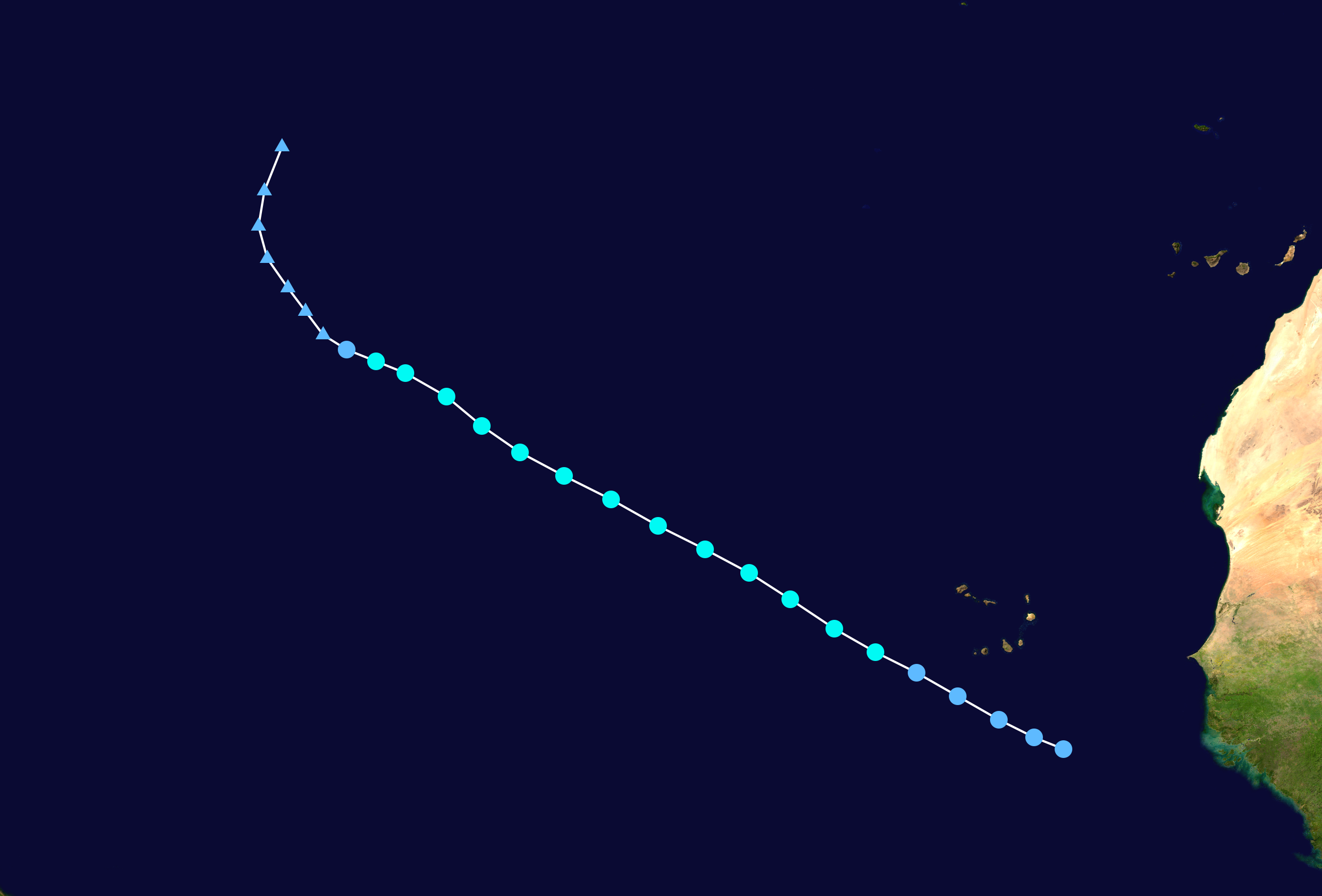
Het traject van Debby boven de Atlantische Oceaan.

Op 19 augustus trok er een krachtige tropische golf boven Guinee van de Afrikaanse kust westwaarts. Binnen de tropische onweersstoring ontwikkelde zich snel op 21 augustus een lagedrukgebied op 429 km ten zuidoosten van de archipel Kaapverdië, dat dezelfde dag promoveerde tot tropische depressie 4. Daarmee was tropische depressie 4 de eerste cycloon van het Kaapverdische type van dit seizoen. Tropische depressie 4 was een omvangrijk systeem met een windveld van meer dan 900 km in doorsnede. Tropische depressie 4 ontwikkelde meer convectie en de organisatie werd langzaam beter, zodat zij op 23 augustus promoveerde tot tropische storm Debby, waarbij zij windsnelheden ontwikkelde van 83 km/uur en een minimale druk van 1000 mbar. Daarna geraakte zij boven iets koeler water en werd zij omringd door drogere, stabielere luchtmassa's waardoor zij verzwakte.
Tussen een hogedrukgebied in de bovenste en middelste lagen van de atmosfeer ten noordnoordoosten van haar en een trog van lage druk in de bovenste en middelste lagen van de atmosfeer op haar zuidwestflank in, koerste Debby nu naar het westnoordwesten. Op 24 en 25 augustus bereikte Debby haar hoogtepunt met windsnelheden tot 83 km/uur en een minimale druk van 1000 mbar. Daarna was zij niet opgewassen tegen de sterke zuidelijke schering van de bovengenoemde trog en zij degradeerde op 26 augustus tot tropische depressie, die aan de westflank van het bovengenoemde hogedrukgebied naar het noordnoordwesten trok. De schering was zo sterk, dat zij de structuur van Debby uitrekte en enige organisatie van de convectie onmogelijk maakte. Zo werd Debby een resterend lagedrukgebied op 27 augustus, nog voordat zij zich transformeerde tot extratropisch systeem.

### Orkaan Ernesto

Ernesto op 27 augustus, het moment, dat een verkenningsvliegtuig constateerde dat Ernesto een orkaan was geworden.

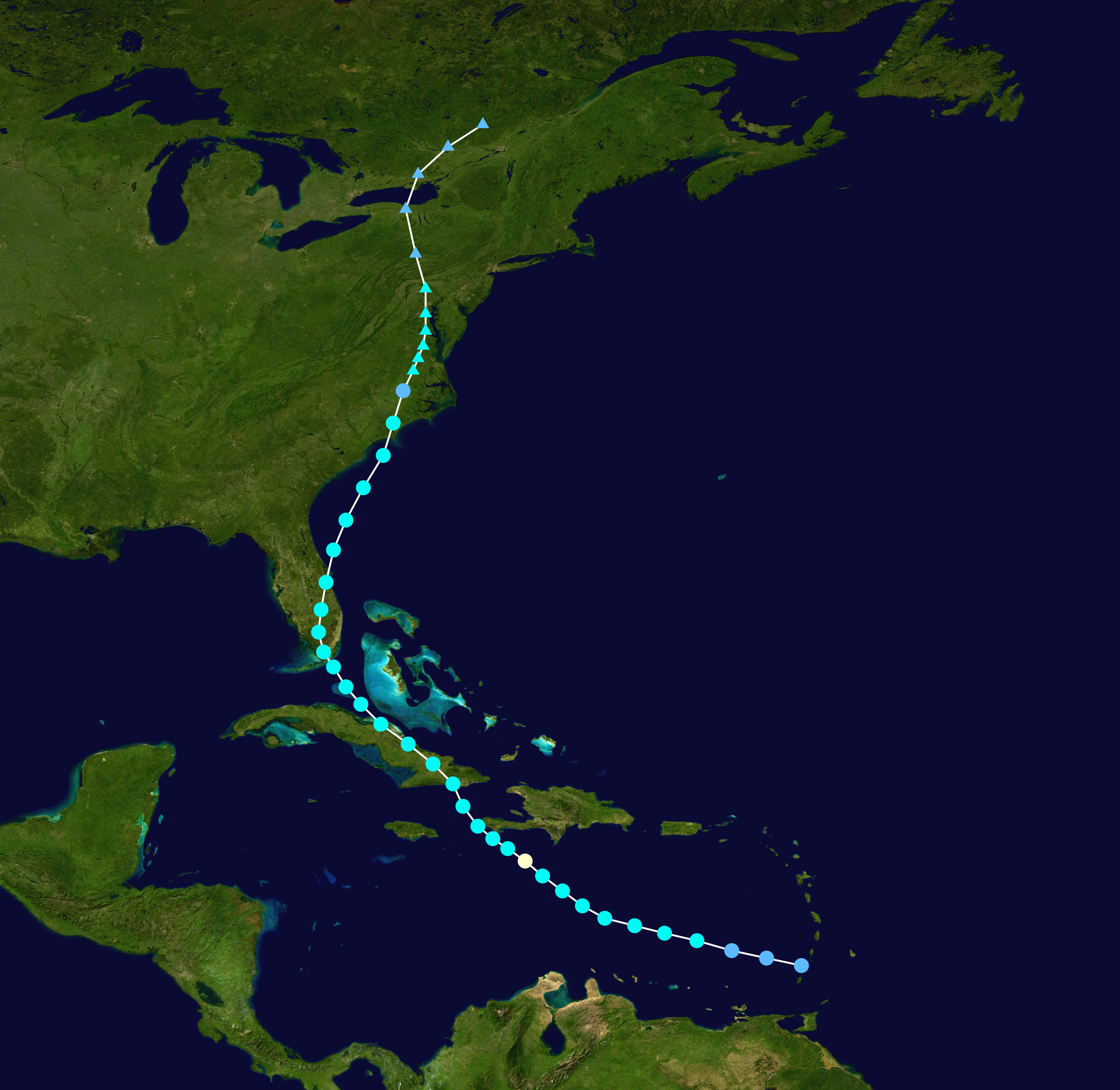
Het parcours van Ernesto.

Op 22 augustus verscheen een tropische golf boven het midden van de tropische Atlantische Oceaan, ruim ten oosten van het Caraïbisch gebied tot ontwikkeling. De tropische onweersstoring ontwikkelde krachtige convectie, maar er waren geen aanwijzingen voor een gesloten circulatie. Op 24 augustus passeerde de tropische onweersstoring de Bovenwindse Eilanden en op dat moment werd er een verkenningsvliegtuig gezonden, dat met enige moeite een gesloten circulatie aannemelijk maakte. Dit was genoeg om het systeem te promoveren tot tropische depressie 5 op 250 km ten zuidwesten van Martinique, boven het uiterste oosten van de Caraïbische Zee. Tropische depressie 5 werd westwaarts gedreven door een hogedrukgebied boven het zuidwestelijk deel van de noordelijke Atlantische Oceaan. Boven het oosten van de Caraïbische Zee nam de westelijke schering toe, die werd veroorzaakt door een trog van lage druk op grote hoogte boven het westen van de Caraïbische Zee. Toch wist tropische depressie 5 iets in kracht te winnen en de analyse van de satellietbeelden volgens de Dvoraktechniek gaven T-nummers, die een promotie tot tropische storm zouden rechtvaardigen.
Echter was de structuur van tropische depressie 5 dermate door de schering aangetast, dat er onzekerheid bestond over de positie van het centrum. Aangezien die positie onontbeerlijk is voor het juist toepassen van de Dvoraktechniek, werd eerst een verkenningsvliegtuig gestuurd. Het verkenningsvliegtuig bepaalde het centrum en daarna promoveerde tropische depressie 5 tot tropische storm Ernesto op 25 augustus op 485 ten zuidzuidwesten van San Juan de Puerto Rico. Toen de trog verzwakte, won Ernesto aan kracht. Op 27 augustus trof een verkenningsvliegtuig Ernesto aan als orkaan op 195 km ten zuidzuidwesten van Port-au-Prince. Ernesto was zo de eerste orkaan van het seizoen. Echter de interactie met het bergachtige gebied van Hispaniola verzwakte Ernesto 12 uur later weer (tijdelijk) tot tropische storm. Op Haïti heeft Ernesto overstromingen en modderstromen veroorzaakt, die ten minste één slachtoffer hebben geëist. Ook zorgde de verwachting, dat Ernesto boven de Golf van Mexico terecht zou komen op de eerste verjaardag van de landing van Katrina voor enige commotie in de Verenigde Staten.
Op 28 augustus landde Ernesto met windsnelheden tot 74 km/uur op de Cubaanse kust, bij Playa Cazonal, 30 kilometer ten westen van Guantánamo. Ernesto trok over de Sierra Maestra en verzwakte tot minimale tropische storm. De Sierra Maestra en een klein lagedrukgebied op grote hoogte net ten noordnoordwesten van Ernesto, hadden zijn structuur en de vortex, zijn kern ernstig aangetast. Op 29 augustus bedankte het National Hurricane Center de Cubaanse regering in beschouwing 19 voor het toelaten van verkenningsvliegtuigen van de NOAA in het Cubaanse luchtruim. Ernesto draaide bij naar het noorden en landde op 30 augustus op de Florida Keys en een paar uur later in Miami-Dade county. Ernesto's structuur had zich niet tijdig kunnen herstellen, om boven de Straat Florida aanzienlijk aan kracht te kunnen winnen. Hierdoor werd de evacuatie van de Spaceshuttle Atlantis afgeblazen. Eerder was de lancering van de spaceshuttle Atlantis uitgesteld vanwege slecht weer en toen Ernesto zich aandiende, werd gevreesd dat de shuttle geëvacueerd moest worden, waarna de lancering geruime tijd zou moeten worden uitgesteld.
Boven land degradeerde Ernesto op 30 augustus tot tropische depressie. Nadat Ernesto van zuid naar noord het schiereiland was overgetrokken, had zijn structuur zich voldoende hersteld om weer in kracht toe te nemen. Op 31 augustus promoveerde hij tot tropische storm en naderde de orkaandrempel met windsnelheden tot 117 km/uur en een druk van 987 mbar, gemeten door een verkenningsvliegtuig vlak voor Ernesto's landing op 1 september nabij Long Beach, North Carolina, kwam Ernesto 1 knoop te kort voor orkaanstatus. Ernesto werd boven land snel een tropische depressie. Op 2 september raakte de extratropische Ernesto stationair boven Chesapeake Bay en zwol aan tot een matige extratropische storm met windsnelheden tot 83 km/uur. De volgende dag trok de storm verder noordwaarts en werd door een frontensysteem opgenomen op 3 september. Ernesto kostte aan zeven mensen het leven.

### Orkaan Florence

Florence bij haar passage van Bermuda op 11 september om 15h05 UTC.

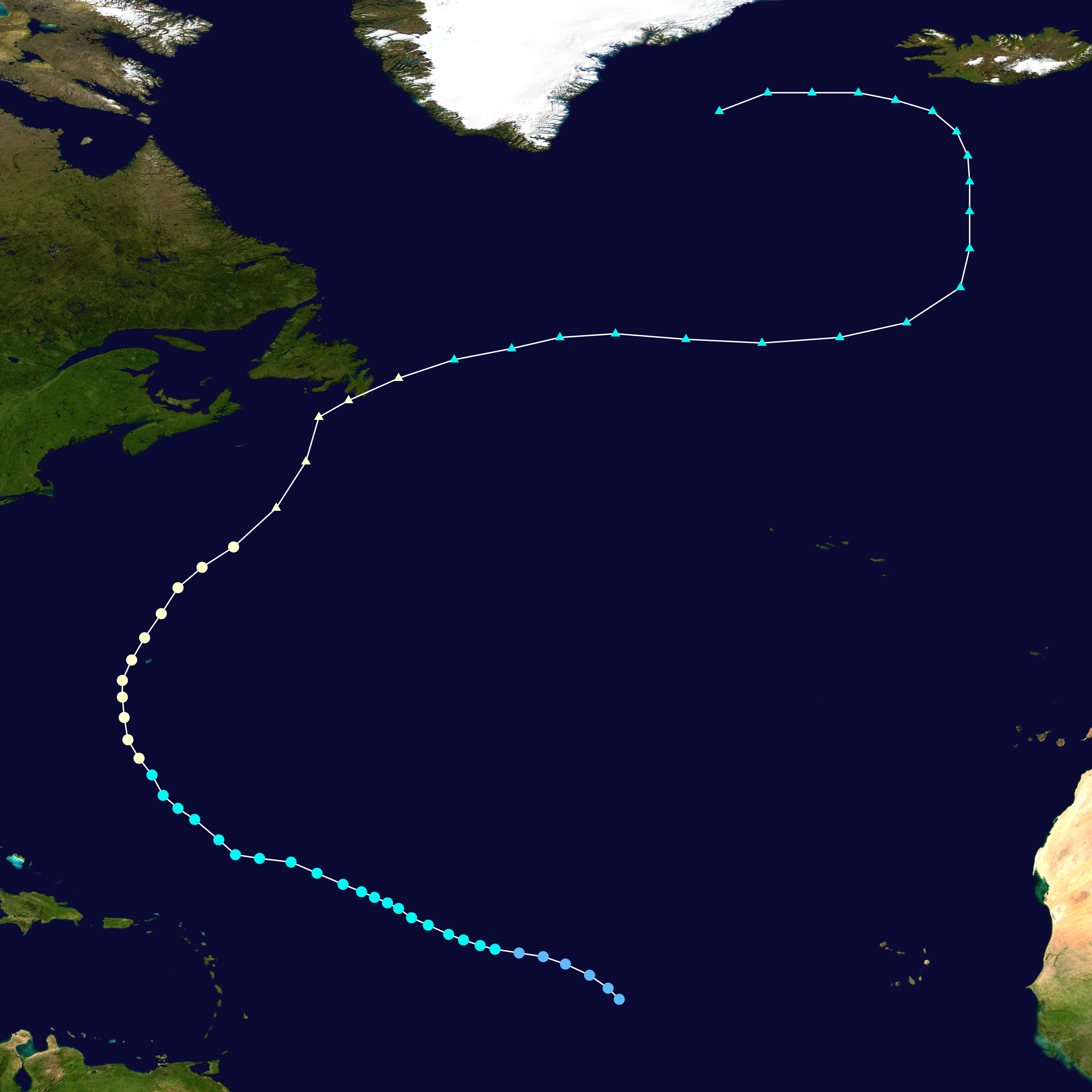
De weg, die Florence aflegde.

Op 3 september lag er een lagedrukgebied boven de Atlantische Oceaan, halverwege de Afrikaanse kust en de Bovenwindse Eilanden. Net ten oosten van het lagedrukgebied lag een tropische golf, die die dag samen met het lagedrukgebied versmolt en tropische depressie 6 vormde op 2455 km ten oosten van de noordelijkste Bovenwindse Eilanden. Tropische depressie 6 trok noordwestwaarts in de richting van een trog van lage druk op grote hoogte op haar noordwestflank. Deze trog veroorzaakte een lichte zuidwestelijke schering over tropische depressie 6, die bovendien te kampen had met massa's drogere lucht. Tropische depressie 6 bleek een omvangrijk systeem met een onduidelijk te fixeren centrum; hetgeen de inschatting van haar intensiteit door de Dvoraktechniek bemoeilijkte. Op 5 september raakte zij beter georganiseerd en promoveerde zij tot tropische storm Florence.
Doordat het zuidelijke uiteinde van de trog afbrokkelde en werd vervangen door een rug van hoge druk op grote hoogte, werd Florence tijdelijk op een meer westelijke koers gehouden. Maar daarna wendde Florence opnieuw naar het westnoordwesten aan de zuidwestflank van een hogedrukgebied. Intussen was Florence sterk in omvang toegenomen en reikte het stormveld tot 650 km uit haar centrum, hetgeen zeer omvangrijk is voor een tropische cycloon. Doordat Florence omvangrijk was, nog met enige schering te kampen had en vanuit haar zuidflank drogere lucht aanzoog, wakkerde zij niet aan, maar bleef zij enige dagen stabiel met windsnelheden tot 83 km/uur. Op 8 september begon de organisatie van Florence zich langzaam te verbeteren. Florence won gestaag aan kracht en promoveerde op 10 september tot orkaan en bereikte windsnelheden tot 148 km/uur en een minimale druk van 975 mbar en nam daarna iets in kracht af. Op 11 september passeerde Florence op 90 kilometer ten westnoordwesten van Bermuda, waar windsnelheden van orkaankracht werden waargenomen. Bij haar passage van Bermuda bereikte Florence opnieuw windsnelheden van 148 km/uur en een minimale druk van 972 mbar. Daarna geraakte Florence boven koeler water en een toenemende zuidwestelijke schering, en begon aan tropische kenmerken te verliezen. Maar dit betekende geen snelle verzwakking.
Boven het zuidoosten van Canada lag een sterk hogedrukgebied, waardoor het drukverschil sterke noordoostelijke stroming veroorzaakte langs de Canadese en Amerikaanse kust en Florence maar weinig aan kracht hoefde in te boeten. Ook draaide Florence meer en meer bij naar het noordoosten. Op 12 september had Florence haar tropische kenmerken verloren, hoewel zij nog steeds op orkaansterkte was. In Newfoundland raasde de extratropische Florence nog met windsnelheden tot 167 km/uur; als extratropische storm wist Florence nog respectabele windsnelheden te genereren van de tweede categorie. In Canada richtte Florence schade aan infrastructuur en huizen aan, zij hinderde scheep- en luchtvaart. Zij draaide naar het oostnoordoosten en op 14 september verzwakte zij tot onder de orkaandrempel.

### Orkaan Gordon

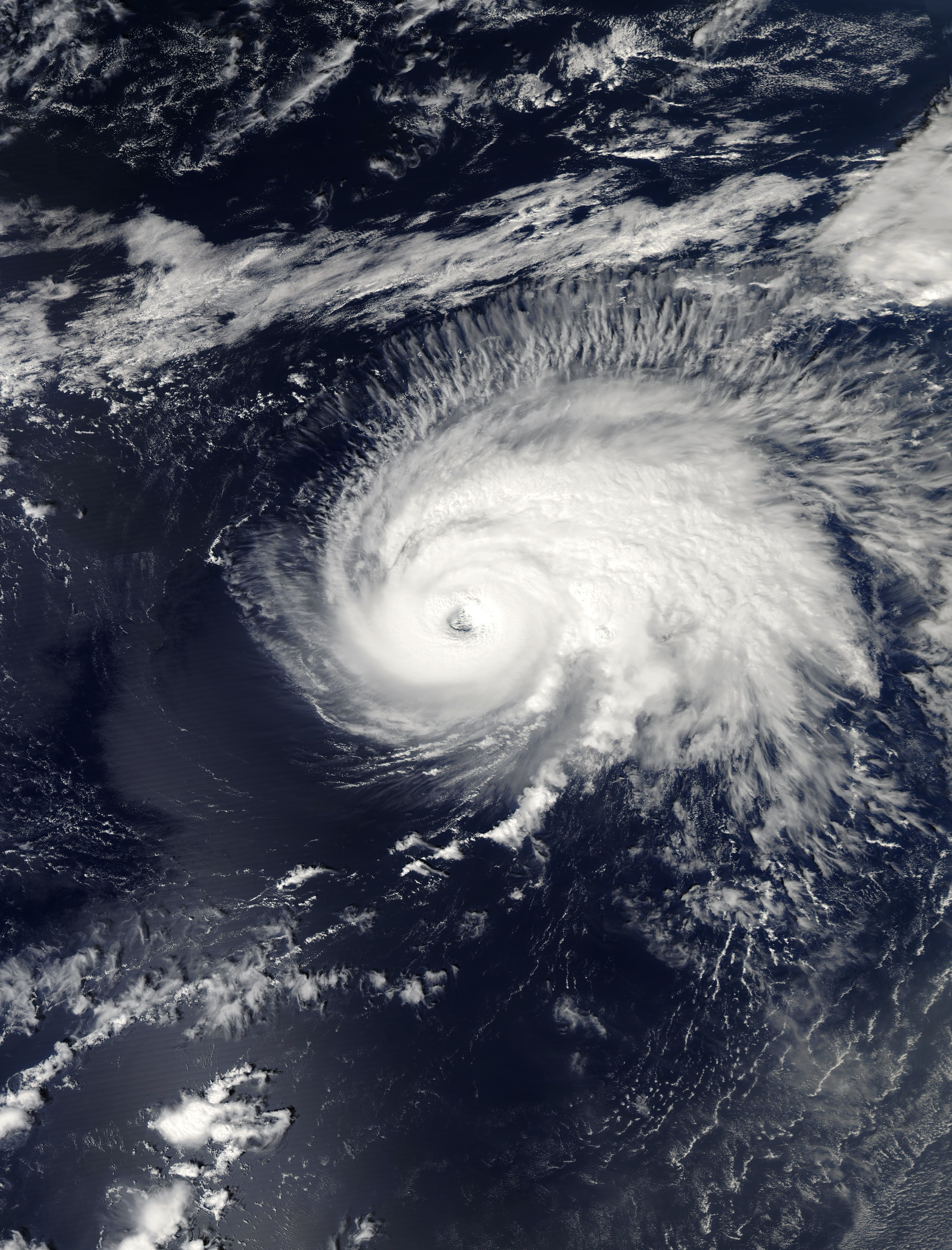
Gordon als derdecategorieorkaan op 14 september.

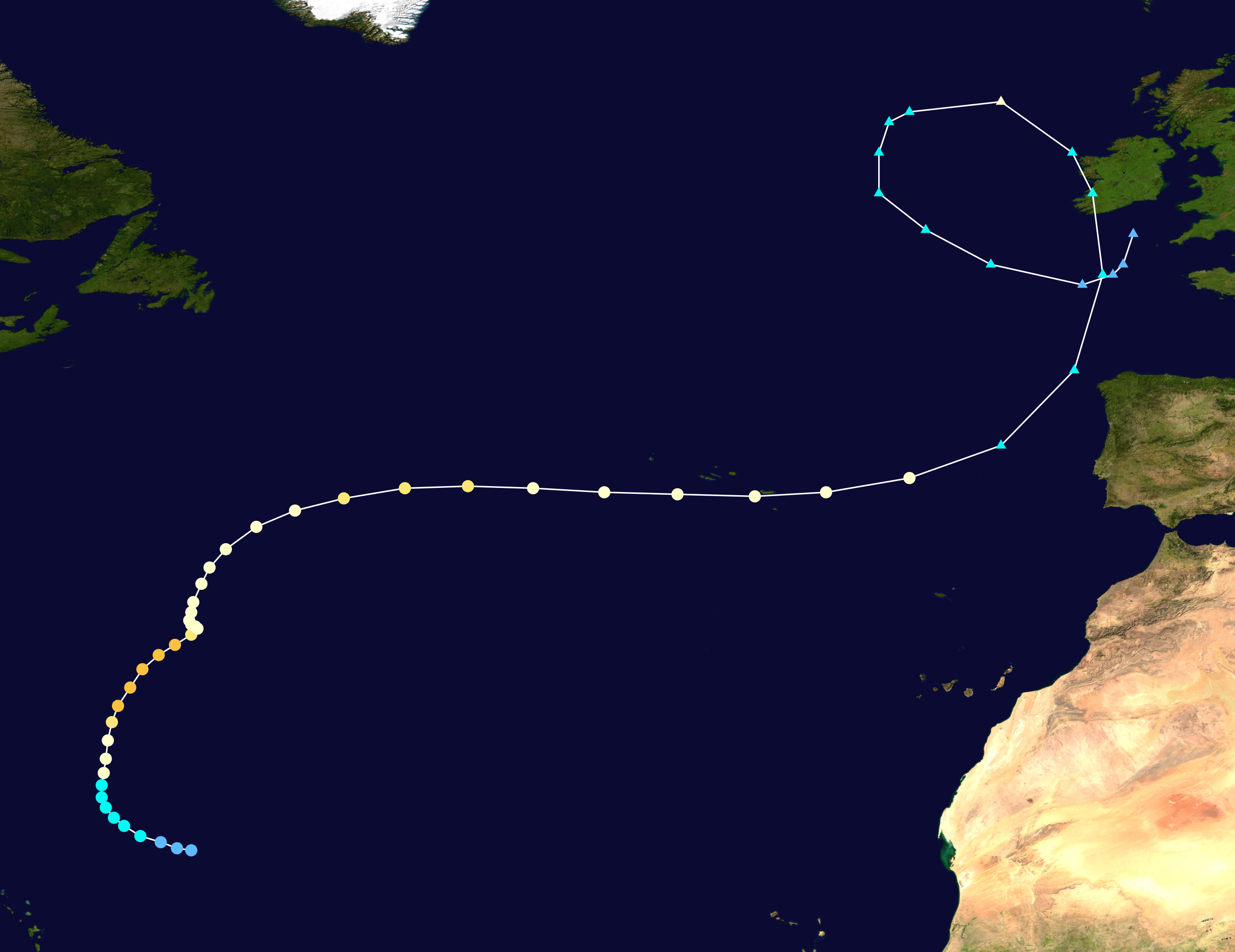
Het traject, dat Gordon aflegde.

In het kielzog van Florence trok een klein lagedrukgebied westwaarts over de Atlantische Oceaan. Het hogedrukgebied op grote hoogte boven Florence, dat de uitstoot van Florence bespoedigde, gaf echter ook een noordelijke schering over het lagedrukgebied. Toen Florence en het hogedrukgebied naar het noorden afbogen en zich verder van het lagedrukgebied verwijderden, werd daardoor ook de schering minder en het lagedrukgebied kwam tot ontwikkeling. Op 11 september ontstond zo op 845 km ten oostnoordoosten van de noordelijkste Bovenwindse Eilanden tropische depressie 7. In tegenstelling tot Florence was zij een kleine tropische cycloon met een goed gedefinieerd centrum. Ook zij trok westnoordwestwaarts aan de zuidwestflank van een rug van hoge druk. Tropische depressie won door de afnemende schering snel aan kracht en promoveerde dezelfde dag, 18 uur na haar ontstaan tot tropische storm Gordon. De volgende dag ging Gordon een steeds noordelijker koers aanhouden, omdat aan zijn noordwestflank Florence een gat had geslagen in de rug van hoge druk, die Gordon eerder op een westelijke koers hield.
Op 12 september dijde Gordon uit in omvang en ook zijn organisatie en zijn uitstoot verbeterde. Op 13 september ontwikkelde zich een oog en Gordon promoveerde tot orkaan. Op 14 september bereikte Gordon de derde categorie en was daarmee de eerste majeure orkaan van het seizoen. Op 15 september draaide Gordon bij naar het oostnoordoosten en nam in kracht af tot de eerste categorie. Doordat een rug van hoge druk ten noorden en ten westen van Gordon in kracht toenam, vertraagde Gordon aanzienlijk en kwam op 16 september tot stilstand. Daardoor kwam de voorspelling dat Gordon door toegenomen schering en koeler zeewater spoedig tot tropische storm zou degraderen niet uit. Gordon bleef enige tijd stationair en kon later zelfs iets in kracht toenemen.
Op 17 september verscheen er een lagedrukgebied ten oosten van North Carolina, dat Gordon naar het noorden stuurde. Later werd Gordon aan de noordwestflank van een rug van hoge druk naar het noordoosten meegenomen. Hoewel verwacht werd dat Gordon boven koeler zeewater en onder toenemende schering in kracht zou afnemen, weigerde Gordon opnieuw te verzwakken en promoveerde zelfs op 19 september tot de tweede categorie. Gordon was intussen bijgedraaid naar het oosten, zette koers naar de Azoren en had zijn koerssnelheid in oostelijke richting aanzienlijk verhoogd tot 44 km/uur. Daardoor hield zijn koerssnelheid gelijke tred met de westelijke schering, waardoor het negatieve effect van de schering werd opgeheven. Gordon nam iets in kracht af, maar raasde op 20 september over de Azoren; het oog passeerde ten zuiden van het eiland Pico. Het oog van Gordon bleef nog net boven zee. De schade bleef beperkt tot ontwortelde bomen en stroomuitval, vooral op het eiland Santa Maria. De Azoren worden zelden door een tropische cycloon getroffen; vaak heeft een tropische cycloon al zijn transformatie tot extratropische cycloon voltooid, voordat die de eilanden heeft bereikt.
Toch is het sinds 1851 negen keer voorgekomen dat de Azoren door een tropische cycloon (meestal een tropische storm) werden getroffen. De laatste keer was Charley in 1992. Ten oosten van de Azoren begon Gordon de lang voorspelde transformatie tot extratropische storm, doordat de omstandigheden voor tropische cyclonen zeer ongunstig werden. Gordon degradeerde daardoor later op 20 september tot tropische storm. Aan Gordons noordflank lag een omvangrijk niet-tropisch lagedrukgebied, waarvan het koufront Gordons circulatie binnendrong en Gordon zijn tropische kenmerken deed verliezen. De extratropische restanten van Gordon trokken naar het noordwesten van het Iberisch Schiereiland en de Golf van Biskaje en veroorzaakten zo een warme, zuidzuidoostelijke stroming boven Nederland en België met warm nazomerweer.

### Orkaan Helene

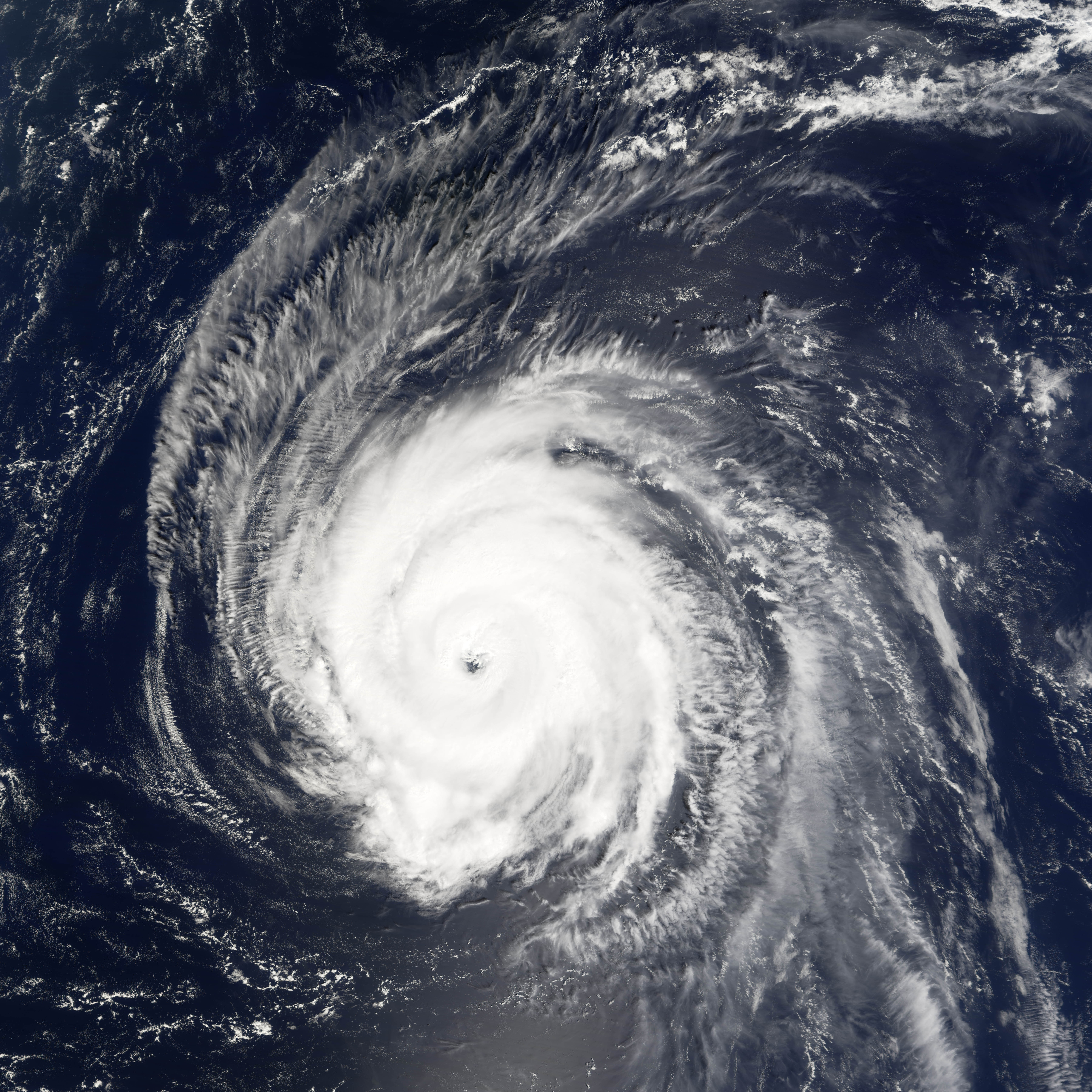
Helene als orkaan van de derde categorie op 19 september.

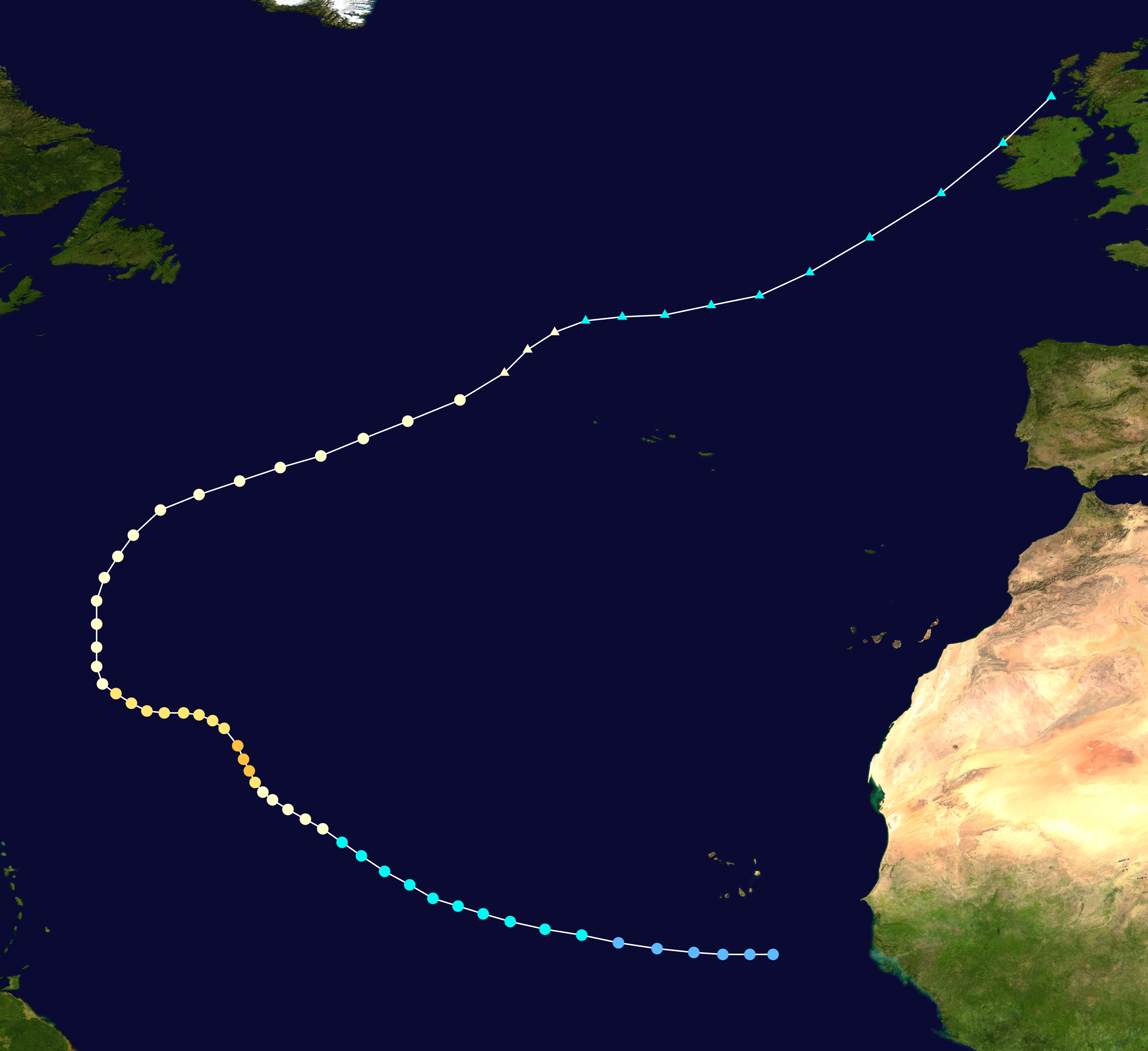
De weg, die Helene boven de Atlantische Oceaan aflegde.

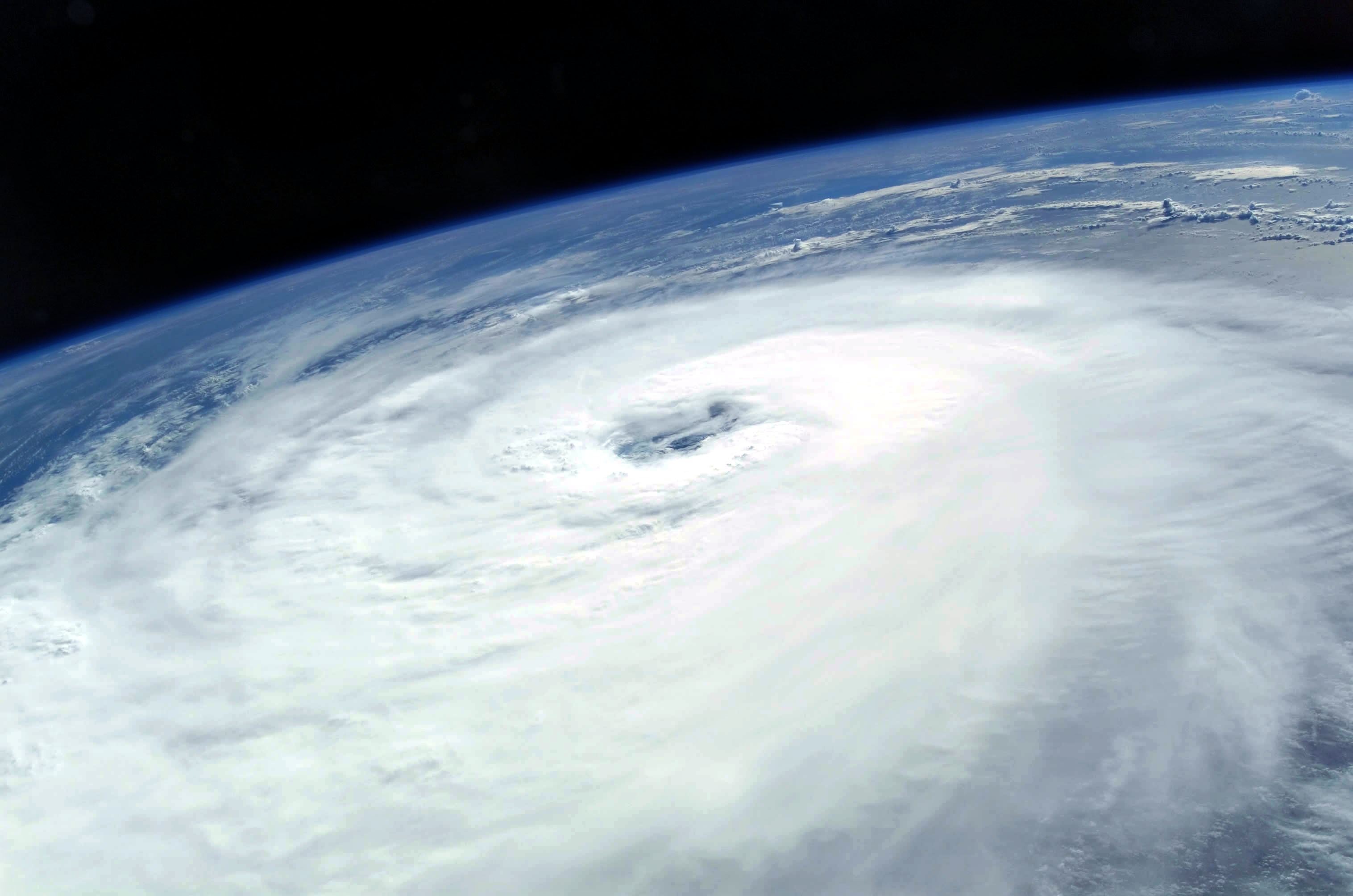
Helene op 17 september, gezien vanuit de Spaceshuttle Atlantis

Op 11 september trok een sterke tropische golf van de Afrikaanse kust. Boven de Atlantische Oceaan begon het systeem zich vrijwel direct te organiseren. Op 12 september werd op grond van de Dvoraktechniek en waarnemingen van twee schepen, die een gesloten circulatie bewezen, het systeem op 295 km ten zuidzuidoosten van het zuidelijkste eiland van Kaapverdië gepromoveerd tot tropische depressie 8. Tropische depressie 8 trok westwaarts gestuurd door het hogedrukgebied boven de Azoren, zoals bij vele tropische cyclonen van het Kaapverdische type. Onder een lichte oostelijke schering, kon tropische depressie 8 zich beter organiseren en iets aan kracht winnen, voordat een krachtige straalstroom achter haar en stabielere luchtmassa's aan haar noordflank verdere ontwikkeling voorlopig tegenhielden. Tropische depressie 8 versnelde haar koers en wendde naar het westnoordwesten. Op 14 september promoveerde tropische depressie 8 tot tropische storm Helene (spreek uit: (H)elène).
Helene bleef last houden van de drogere, stabiele luchtmassa's en nam daardoor maar langzaam aan kracht toe. Op 16 september draaide Helene bij naar het noordwesten door een bres in de rug van hoge druk, die was achtergelaten door Florence en zij promoveerde tot orkaan. Hele kon zich langzaam verder organiseren en in kracht toenemen en werd op 18 september de tweede majeure orkaan van het seizoen. Helene bereikte 204 km/uur en een minimale druk van 954 mbar, maar nadat zij was geïnspecteerd door een verkenningsvliegtuig, bleek zij iets zwakker te zijn. De trog van lage druk, die haar noordwestelijke koers had ingegeven, was verdwenen en vervangen door een rug van hoge druk, die Helene opnieuw westwaarts drukte. Op 19 september verzwakte zij iets en door een nieuwe trog van lage druk, die vanuit het westen verscheen, wendde Helene zich op 20 september opnieuw naar het noordwesten. Daarna verzwakte Helene en werd meegenomen door de westelijke stroming. Aan de noordwestflank van de rug van hoge druk versnelde zij haar pas noordoostwaarts. Op 22 september begon zij haar transformatie tot extratropische storm, waardoor zij aanvankelijk verzwakte en degradeerde op 23 september tot tropische storm.
Op basis van toegenomen drukverloop echter promoveerde Helene negen uur later weer tot orkaan. Helene verzwakte opnieuw op 24 september en degradeerde tot tropische storm, op het moment dat zij haar tropische kenmerken volledig had verloren.

### Orkaan Isaac

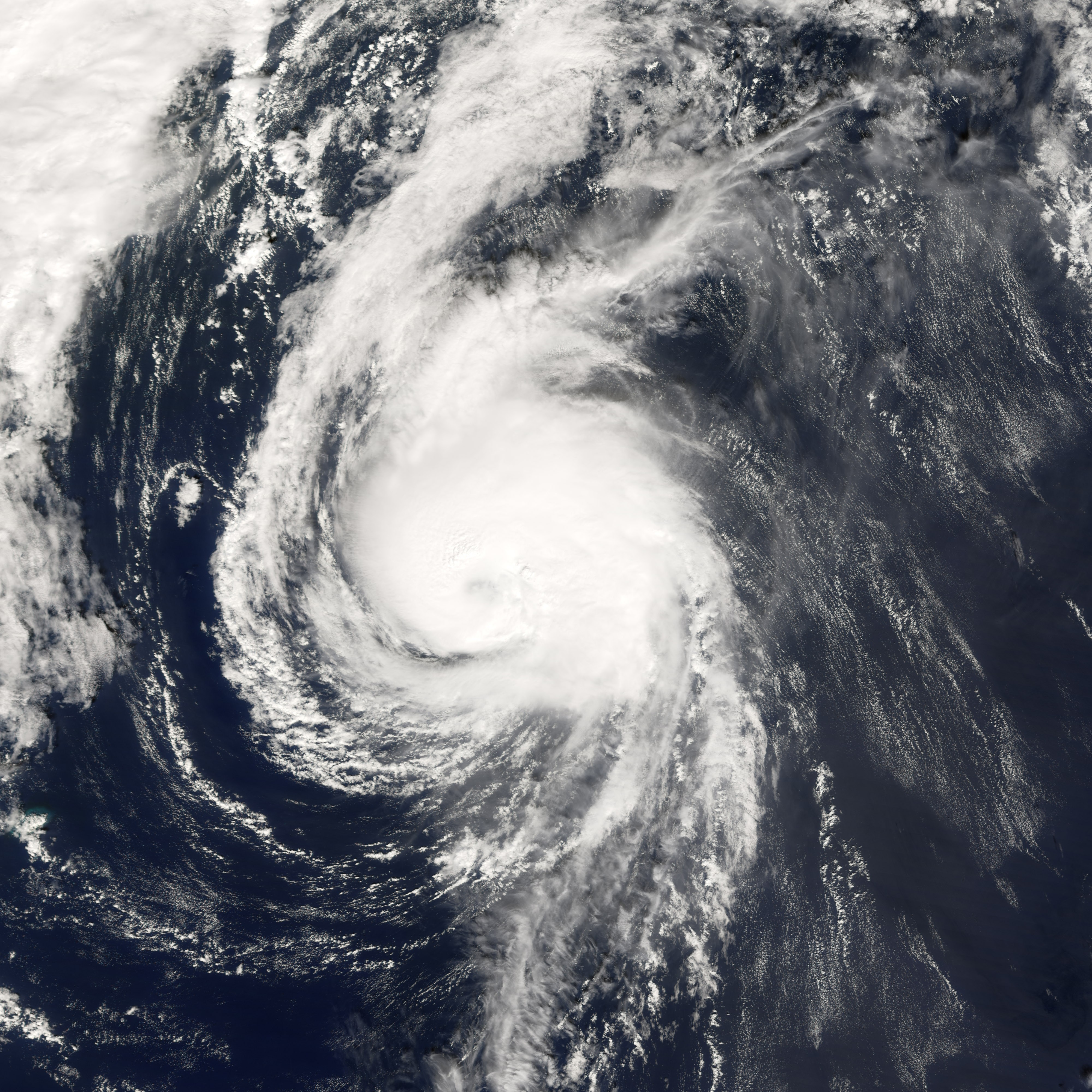
Isaac op 1 oktober boven de Atlantische Oceaan ten oosten van Bermuda met windsnelheden tot 139 km/uur en een minimale druk van 985 mbar.

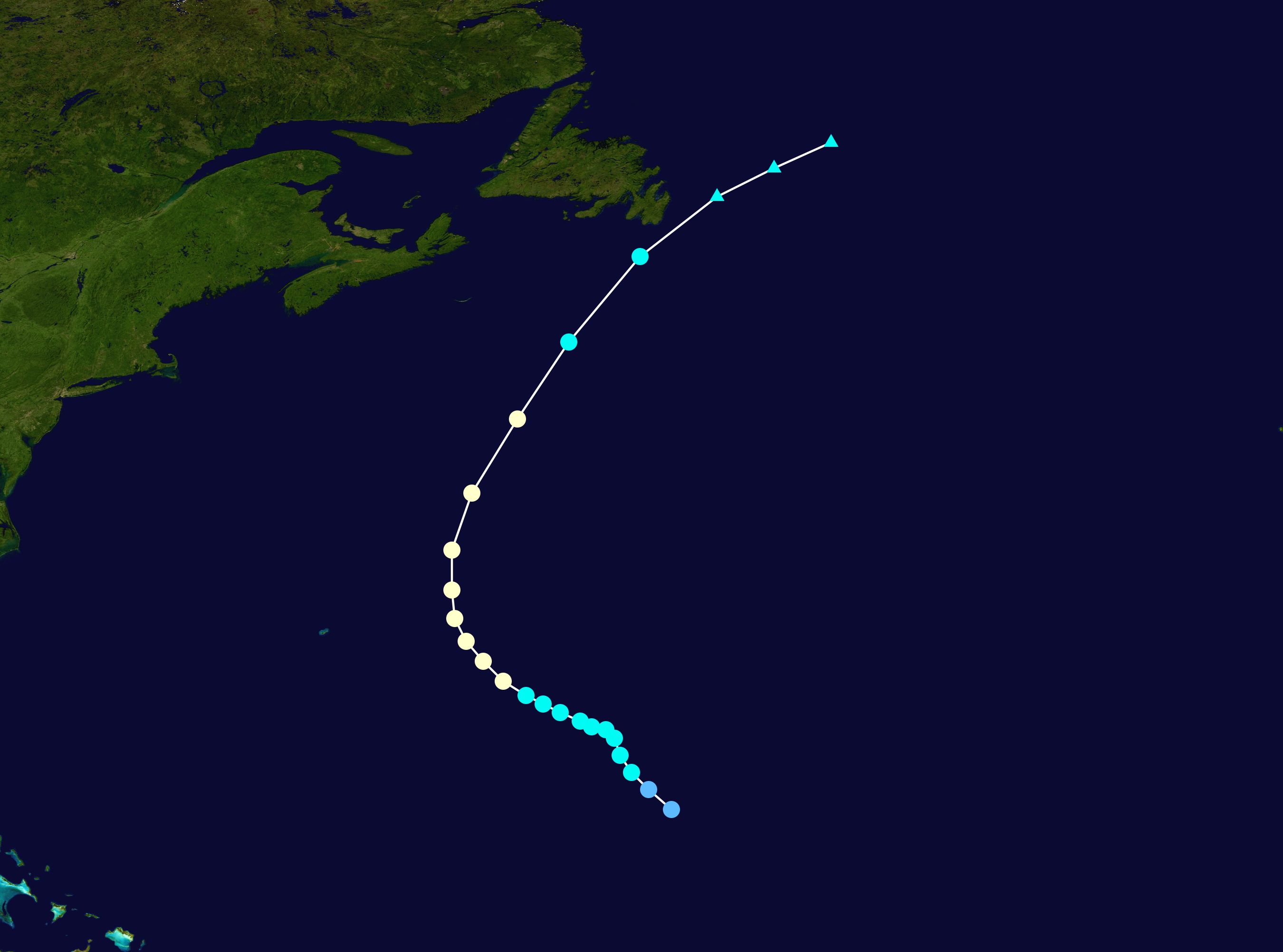
De koers, die Isaac aflegde.

Eind september trok een tropische golf westwaarts over de oceaan, waarin zich langzaam een lagedrukgebied ontwikkelde. Op 25 september draaide het systeem bij naar het westnoordwesten en later noordwesten. De diepe convectie nam in organisatie toe, zodat het lagedrukgebied op 27 september promoveerde tot tropische depressie 9 op 1035 km ten oostzuidoosten van Bermuda. Tropische depressie 9 , die zich tussen een lagedrukgebied op grote hoogte net ten westen van haar en een rug van hoge druk aan haar oostflank bevond, werd verder noordwestwaarts gestuwd. De volgende dag promoveerde tropische depressie 9 tot tropische storm Isaac. Het lagedrukgebied op grote hoogte, dat eerst ten westen van de tropische cycloon lag onderdrukte de ontwikkeling van Isaac, maar dat was niet de enige inhiberende factor. Drogere luchtmassa's in de middelste lagen van de atmosfeer omgaven Isaac en bovendien koerste hij over water, dat eerder door Gordon en Helene was omgewoeld en daardoor was afgekoeld.
Op 29 september verliet Isaac het gebied, dat eerder door Gordon en Helene was aangedaan en verdwenen ook de drogere luchtmassa's en de schering. Isaac kon zo zijn diepe convectie beter om zijn centrum organiseren en ook zijn uitstoot werd mooi symmetrisch, zodat Isaac op 30 september tot orkaan promoveerde. Op 1 oktober bereikte Isaac zijn hoogtepunt met windsnelheden tot 139 km/uur en een minimale druk van 985 mbar. Isaac bevond zich tussen een rug van hoge druk aan zijn zuidoostflank en een front aan de Amerikaanse oostkust. Daardoor ging hij gaandeweg naar het noorden bijdraaiden en later een meer noordoostelijke koers varen. De schering nam weer toe, waardoor Isaac langzaam verzwakte. Isaac koerste naar het schiereiland Avalon in het uiterste oosten van Newfoundland, maar degradeerde tot tropische storm op 2 oktober en geraakte boven kouder water ten noorden van de golfstroom. Voordat Isaac ten zuidoosten van Newfoundland passeerde, verloor hij die dag zijn tropische kenmerken.

## Accumulated Cyclone Energy
| 1            | 24,95 | Helene      |
| 2            | 21,21 | Gordon      |
| 3            | 10,06 | Florence    |
| 4            | 5,77  | Isaac       |
| 5            | 5,17  | Ernesto     |
| 6            | 2,76  | Alberto     |
| 7            | 2,36  | Chris       |
| 8            | 2,30  | Beryl       |
| 9            | 2,14  | Debby       |
| 10           | 0,65  | Zonder naam |
| Totaal: 79,0 |       |             |

Accumulated Cyclone Energy, oftewel ACE is een criterium om de activiteit van tropische cyclonen te kwantificeren. Bij iedere waarschuwing, c.q. bespreking van een tropische cycloon met de intensiteit van tropische storm of hoger wordt de windsnelheid in knopen gebruikt voor het bereken van deze waarde. Alle waardes van alle besprekingen gedurende de levensduur van een tropische cycloon worden bij elkaar opgeteld, zodat een totale waarde voor die tropische cycloon kan worden bepaald. Als nogmaals alle waardes van alle cyclonen aan het eind van het seizoen worden opgeteld, heeft men een maat van de totale activiteit van het seizoen. In de tabel zijn de waardes per tropische cycloon gerangschikt van hoog naar laag. Aanvankelijk kwam het seizoen maar moeizaam op gang met relatief zwakke, kort levende tropische cyclonen als Alberto, Beryl, Chris en Debby. Daarna trokken de volgende vier orkanen de ACE-waarde omhoog richting de ondergrens voor een normaal seizoen (een normaal seizoen heeft een ACE-waarde van meer dan 66).
Op 20 september steeg de waarde van het seizoen boven 61,8, dat is de gemiddelde waarde voor een seizoen op die datum (het gemiddelde voor een héél seizoen is 93,2). Daarmee liep het seizoen, zowel in ACE-waarde als in aantal tropische cyclonen voor op wat gemiddeld op 20 september verwacht mag worden. Op 22 september bracht Helene het seizoenstotaal boven de 66, waarmee dit seizoen in ieder geval niet meer als 'beneden normaal' kon eindigen (Ter vergelijking; het seizoen 2005 had zich op 5 september al gekwalificeerd voor het predicaat 'boven normaal' en op 11 september als 'hyperactief'). De voorsprong duurde niet lang; na Isaac vormde zich geen tropische cyclonen meer en was het seizoen afgelopen. Uiteindelijk was het een normaal seizoen met een gemiddeld aantal tropische stormen en orkanen met een normale ACE-waarde, die iets beneden het gemiddelde en mediaan lag.

## Namen
De lijst met namen voor 2006 is hetzelfde als die van 2000, met dat verschil dat Kirk in de plaats van Keith is gekomen. De lijst van 2006 zal opnieuw in 2012 worden gebruikt. Er werden naar aanleiding van dit seizoen geen namen van de lijst geschrapt. Het gebeurde voor het eerst sinds het seizoen 1997, dat er een seizoen voorbij ging, waarin geen der stormnamen van de lijst werden gehaald.
| - Alberto - Beryl - Chris - Debby - Ernesto - Florence - Gordon | - Helene - Isaac - Joyce (niet gebruikt) - Kirk (niet gebruikt) - Leslie (niet gebruikt) - Michael (niet gebruikt) - Nadine (niet gebruikt) | - Oscar (niet gebruikt) - Patty (niet gebruikt) - Rafael (niet gebruikt) - Sandy (niet gebruikt) - Tony (niet gebruikt) - Valerie (niet gebruikt) - William (niet gebruikt) |

## Voetnoten
1. ↑  William M. Gray and Philip J. Klotzbach, Extended Range Forecast of Atlantic Seasonal Hurricane Activity and U.S. Landfall Strike Probability for 2006. Colorado State University (2005-12-06). Gearchiveerd op 13 juni 2006. Geraadpleegd op 22 mei 2006.
2. ↑  NOAA, NOAA Reviews Record-Setting 2005 Atlantic Hurricane Season. National Oceanic and Atmospheric Administration (2006-04-13). Gearchiveerd op 28 april 2006. Geraadpleegd op 26 april 2006.